# Hummus
|  | No s'ha de confondre amb Humus. |

L'hummus (àrab: حمص بطحينة, ḥummuṣ bi-ṭaḥīna) és un puré de cigrons aixafats amb una forquilla o en un morter amb una pasta de farina de sèsam anomenada tahina, amb oli d'oliva, all, i suc de llimona, que sol presentar-se adornada amb pebre vermell (paprika).
L'hummus és una menja típica de tota la zona que va des de Grècia fins a Aràbia, incloent-hi Xipre, Turquia, Armènia, el Líban, Síria, Palestina i Israel la popularitat de la qual s'estén a tot el món. És un dels plats vegetarians més nutritius.
En àrab, hummus significa simplement ‘cigró’. El que coneixem nosaltres com a humus en diuen hummus bi-tahina (‘cigró amb pasta de sèsam’) o mussàbbaha. Al Magrib hi ha preparacions que reben el mateix nom, sense la tahina, simplement amb oli de sèsam (harira).
El seu valor nutricional varia segons els ingredients.